# Dick's Picks Volume 4
Dick's Picks Volume 4 es el cuarto álbum en vivo de Dick's Picks, serie de lanzamientos en vivo de la banda estadounidense Grateful Dead. Fue grabado el 13 y 14 de febrero de 1970 en el Fillmore East en Nueva York, Estados Unidos, y fue publicado en febrero de 1996. Fue el primero de los CD de Dick's Picks en tener tres discos. También fue el primer álbum de Dead en incluir la canción «Mason's Children».
Dick's Picks Volume 4 fue el segundo álbum de material en vivo de los conciertos del 13 y 14 de febrero de 1970. El primero fue History of the Grateful Dead, Volume One (Bear's Choice), que se publicó en 1973.
Grateful Dead tocó tres conjuntos de música en cada uno de estos conciertos – un conjunto eléctrico relativamente corto, un conjunto acústico y otro conjunto eléctrico más largo, seguido de un encore. Dick's Picks Volume 4 contiene el tercer set completo de ambos programas, además de dos canciones adicionales.

## Grabación
El 11, 13 y 14 de febrero de 1970, Grateful Dead – junto con The Allman Brothers Band y Love – actuaron en el auditorio Fillmore East de Bill Graham en la ciudad de Nueva York. Los shows de Grateful Dead del 13 y 14 de febrero fueron ampliamente considerados como uno de los mejores conciertos de la banda, incluso antes del lanzamiento de Dick's Picks Volume 4. Además de las pruebas ofrecidas por Bear's Choice, bootlegs de cajas de resonancia de alta calidad de los conciertos llevaban bastante tiempo en circulación. En una encuesta de 1993 de comerciantes de cintas de Grateful Dead, basada en las grabaciones de conciertos en circulación en ese momento, el programa del 13 de febrero de 1970 ocupó el puesto #2 en la lista de cintas favoritas de Dead de todos los tiempos, y el del 13 de febrero de 1970 fue el #17. La misma encuesta calificó las versiones del 13 de febrero de 1970  de «Dark Star», «That's It for the Other One» y «Turn On Your Love Light» como lo mejor de todos los tiempos. 
Las selecciones de las actuaciones de Allman Brothers Band en esta serie de conciertos se lanzaron en el álbum Fillmore East, February 1970.

## Carta adjunta y notas de álbum

### Carta adjunta
Dick's Picks Volume 4 es el primer lanzamiento de la serie que incluye una carta adjunta. Consta de una sola hoja de papel doblada en tercios, tiene seis páginas y tiene aproximadamente el mismo tamaño que la caja del CD.
La portada duplica la portada del CD y la contraportada muestra una foto del lugar. En el interior, la primera página enumera el contenido y los créditos del lanzamiento y, al lado, hay una fotografía en blanco y negro de página completa de la banda tocando. Las dos últimas páginas contienen notas de álbum.